# Uperoleia saxatilis
Crapaud du Pilbara
Espèce
Uperoleia saxatilis est une espèce d'amphibiens de la famille des Myobatrachidae.

## Répartition
Cette espèce est endémique de la région de Pilbara en Australie-Occidentale.

## Publication originale
- Catullo, Doughty, Roberts & Keogh, 2011 : Multi-locus phylogeny and taxonomic revision of Uperoleia toadlets (Anura: Myobatrachidae) from the western arid zone of Australia, with a description of a new species. Zootaxa, no 2902, p. 1-43.